# Fina estampa
Fina estampa è una telenovela brasiliana andata in onda tra il 2011 e il 2012.

## Trama
Griselda, la protagonista, rimane vedova dopo la presunta morte del marito, misteriosamente scomparso in mare. L'unica soluzione, per poter mandare avanti la famiglia, è quella di trovare un lavoro. Per amore dei suoi figli, Griselda decide di diventare una "tuttofare". Il figlio di Griselda, si fidanza con la figlia di una ricca donna, di nome Teresa Cristina, che non vede di buon occhio il ragazzo, dato che proviene da una famiglia nella quale la madre, ovvero Griselda, svolge un lavoro umile, non conforme alla vita austera di Teresa. Improvvisamente, la fortuna riempie la vita di Griselda, la quale dopo aver provato e riprovato di vincere la lotteria, finalmente riesce nella missione, portando a casa ben  $ 25 milioni di dollari. Tutto d'un tratto, il marito di Griselda ritorna in casa, lasciando sconvolti i suoi familiari, i quali affronteranno la situazione in modo non semplice.

## Cast
| Attore o attrice   | Personaggio interpretato                    |
| ------------------ | ------------------------------------------- |
| Lília Cabral       | Griselda da Silva Pereira (Pereirão)        |
| Dalton Vigh        | Renê Velmont                                |
| Christiane Torloni | Tereza Cristina Buarque Siqueira de Velmont |
| Carolina Dieckmann | Teodora Bastos da Silva                     |
| Malvino Salvador   | Quinzé (Joaquim José da Silva Pereira)      |
| Caio Castro        | José Antenor da Silva Pereira               |
| Adriana Birolli    | Patrícia Siqueira de Velmont                |
| Marcelo Serrado    | Crodoaldo Valério (Crô)                     |
| Sophie Charlotte   | Maria Amália da Silva Pereira               |
| Júlia Lemmertz     | Esther Wolkoff Siqueira                     |
| Dan Stulbach       | Paulo Buarque Siqueira                      |
| Renata Sorrah      | Danielle Steiner Fraser                     |
| Milena Toscano     | Vanessa Tavares Ribas                       |
| Eva Wilma          | Maria Íris de Siqueira Maciel               |
| Arlete Salles      | Vilma Moreira Prado                         |
| Dira Paes          | Celeste Souza Fonseca                       |
| Alexandre Nero     | Baltazar Fonseca                            |
| Marco Pigossi      | Rafael Fernandes                            |
| Cris Vianna        | Dagmar dos Anjos                            |
| Wolf Maya          | Álvaro Siqueira                             |
| Totia Meirelles    | Zambeze Siqueira                            |
| Guilherme Boury    | Daniel                                      |
| Carlos Casagrande  | Juan Guilherme Passarelli                   |
| Tania Khalill      | Letícia Fernandes Prado                     |
| Suzana Pires       | Marcela/Joana Coutinho                      |
| Juliana Knust      | Zuleika                                     |
| Thaís de Campos    | Alice                                       |
| Mônica Carvalho    | Glória Monteiro                             |
| Monique Alfradique | Beatriz Lobo                                |
| Ana Rosa           | Celina                                      |
| Isabel Fillardis   | Dra. Mônica Ramos                           |
| Júlio Rocha        | Enzo Pereira                                |
| Carol Macedo       | Solange de Souza Fonseca                    |
| Carlos Machado     | Ferdinand                                   |
| Joana Lerner       | Luana                                       |
| Ricardo Blat       | Severino                                    |
| Rafael Zulu        | Edvaldo                                     |
| Eri Johnson        | Gigante (Honório)                           |
| Rosa Marya Colin   | Zilá                                        |
| Guida Vianna       | Isolina                                     |
| Michelle Martins   | Fernanda                                    |
| Bianca Salgueiro   | Carolina Fernandes Prado                    |
| Luma Costa         | Nanda                                       |
| Ana Carolina Dias  | Deborah                                     |
| Ítalo Guerra       | Reinaldo                                    |
| Alexandra Martins  | Márcia                                      |
| David Lucas        | Renê Velmont Júnior                         |
| Guilherme Leicam   | Fábio                                       |
| Vitor David        | Leonardo dos Anjos                          |
| Marcelo Brou       | Pezão (Maurício)                            |
| Christian Monassa  | Max                                         |
| Sandro Pedroso     | Mandrake                                    |
| Fábio Keldani      | Victor                                      |
| Carlos Vieira      | Fred                                        |
| Aline Matheus      | Clara                                       |

## Colonna sonora
La colonna sonora del serial è il brano Problemi, scritto da Chiara Civello,  Dudu Falcao e Ana Carolina, quest'ultima inoltre ne è anche interprete. La cantante jazz Chiara Civello ha inserito il brano nell'album Al posto del mondo. In seguito al successo in dati d'ascolto della telenovela, il brano divenne molto famoso in Brasile e vinse il 21 settembre 2012, il Premio Multishow, come miglior canzone dell'anno 2012.

## Trasmissione internazionale
| Paese      | Titolo alternativo / Traduzione    | Canale        | Primo giorno di trasmissisione | Ultimo giorno di trasmissione | Giorni            | Orario |
| ---------- | ---------------------------------- | ------------- | ------------------------------ | ----------------------------- | ----------------- | ------ |
| Brasile    | Fina estampa                       | TV Globo      | 22 agosto 2011                 | 23 marzo 2012                 | Lunedì al sabato  | 21:10  |
| Portogallo | Fina estampa                       | SIC           | 21 maggio 2012                 | 15 marzo 2013                 | Lunedì al venerdì | 18:30  |
| Georgia    | Dignità e ambizione (in georgiano) | Rustavi 2     | 18 settembre 2012              |                               | Lunedì al sabato  | 19:50  |
| Uruguay    | Fina estampa                       | La Tele       | 1º ottobre 2012                |                               | Lunedì al venerdì | 19:00  |
| Ecuador    | Fina estampa                       | Ecuavisa      | 1º ottobre de 2012             |                               | Lunedì al venerdì | 20:45  |
| Nicaragua  | Fina estampa                       | Televicentro  | 2 gennaio 2013                 |                               | Lunedì a venerdì  | 20:00  |
| Colombia   | Fina estampa                       | Teleantioquia | 21 gennaio 2013                |                               | Lunedì al venerdì | 16:00  |
| Cile       | Fina estampa                       | Canal 13      | 14 febbraio 2013               |                               | Lunedì al venerdì | 14:35  |